# Fotbal Club Unisport-Auto Chișinău
Il Fotbal Club Unisport-Auto Chișinău è stata una squadra calcistica moldava attiva tra il 1991 e il 2005. Ha partecipato a dieci edizioni della Divizia Națională, massima serie del campionato moldavo di calcio.

## Storia
Il club fu fondato nel 1991 come Amocom Chișinău e prese parte alla prima edizione del campionato di calcio moldavo dopo l'indipendenza dall'Unione Sovietica terminando al quinto posto. All'inizio della stagione 1994-1995 cambiò nome in Sportul Studentesc Chișinău mantenendo questa denominazione per due campionati.
Nel 1996 effettuò la fusione con l'Universul Truseni e il Bucuria Chișinău e la nuova squadra, che giocò sempre nella massima serie, si chiamò FC Unisport Chișinău. Un'ulteriore fusione venne effettuata tre anni più tardi con il Nistru Otaci e formarono il Nistru-Unisport Otaci ma già l'anno successivo le due squadre si separarono e l'Unisport Chișinău fu iscritta al campionato di Divizia A, seconda serie del calcio nazionale. Nel 2002 cambiò nome in FC Unisport-Auto Chișinău e alla fine della stagione 2002-2003 venne promosso in Divizia Națională. Disputò due campionati al termine dei quali venne retrocesso e si sciolse.

## Palmarès

### Altri piazzamenti
- Coppa di Moldavia:

Semifinalista: 1992-1993, 1993-1994